# Jamajczyk
Jamajczyk (Loxipasser anoxanthus) – gatunek małego ptaka z rodziny tanagrowatych (Thraupidae), jedyny przedstawiciel rodzaju Loxipasser. Występuje endemicznie na Jamajce. Nie jest zagrożony.

## Taksonomia
Gatunek ten jako pierwszy opisał w 1847 roku Philip Henry Gosse w swej książce The birds of Jamaica. Autor nadał mu nazwę Spermophila anoxantha, a jako miejsce typowe wskazał Mount Edgecumbe na Jamajce. Obecnie gatunek umieszczany jest w monotypowym rodzaju Loxipasser. Nie wyróżnia się podgatunków.

## Morfologia
Osiąga wielkość 10–11,5 cm i masę 10,5–12,5 gramów. Wyróżnia się żółtymi skrzydłami.

## Ekologia i zachowanie
Zamieszkuje lasy tropikalne i lasy górskie, najczęściej spotykany w pobliżu rzeki Ferry oraz w suchych lasach porastających wapienne skały. Żywi się nasionami i małymi owocami, a gniazduje w kopulastym gnieździe ukrytym wśród roślinności. Jego sezon lęgowy trwa od marca do września. Zazwyczaj żeruje w parach lub w grupie rodzinnej.

## Status
Wielkość populacji jamajczyka nie została liczbowo określona, ale gatunek ten jest opisywany jako „rzadki”. Jego populacja maleje ze względu na niszczenie siedlisk. Spadek nie jest wystarczająco szybki, dlatego zaliczony przez IUCN do kategorii gatunków najmniejszej troski (LC – Least Concern).